# 团结报 (以色列)
《团结报》（阿拉伯语：‎）是以色列的一份阿拉伯语日报，所有者是以色列共产党。该报于1944年在巴勒斯坦托管地创刊，是以色列历史最悠久的阿拉伯语媒体，也被认为是以色列最重要的阿拉伯语媒体。编辑部位于海法。现任编辑是艾达·图玛·苏莱曼。